# Arthur Thurman
 (juin 2017).
Si vous disposez d'ouvrages ou d'articles de référence ou si vous connaissez des sites web de qualité traitant du thème abordé ici, merci de compléter l'article en donnant les références utiles à sa vérifiabilité et en les liant à la section « Notes et références ».
Arthur Thurman est un pilote américain né le 12 septembre 1879 dans le Comté de Walker (Géorgie) et mort le 31 mai 1919.

## Carrière
En 1919 il se qualifie pour l'Indianapolis 500 et s'élance depuis la dix-huitième place sur la grille de départ. Il ne reçoit pas le drapeau à damier.
Lors du quarante-quatrième tour de course, il s'écrase contre le mur de protection et perd la vie, entraînant aussi la mort de son mécanicien Nicholas Molinero. Ils décèdent tous les deux le 31 mai 1919.